# Barlen Vyapoory
Barlen Vyapoory (1945) es un político mauriciano que se ha desempeñado como vicepresidente de Mauricio desde 2016 hasta 2019. Vyapoory fue anteriormente Alto Comisionado de la República de Mauricio en Sudáfrica.  Vyapoory se ha desempeñado como presidente de esa organización en varias ocasiones. Es miembro del Movimiento Socialista Militante.
A la efectividad de la renuncia de Ameenah Gurib, se desempeñó como Presidente interino de Mauricio.